# Katsukaree
Katsukaree eller katsu kare (カツカレー) er en varm ret fra det japanske køkken.
Ordet katsu er kort for katsuretsu, der er afledt af det engelske ord cutlet, kotelet. Karee er et låneord afledt af curry, karry. Katsukaree kan således oversættes til "karry-kotelet".
Retten er en slags wienerschnitzel skåret i tiltalende portioner, der serveres varmt med tyktflydende karrysovs og ris. Ofte tilføjes der Worcestershiresovs ovenpå og snittede kål ved siden af. Retten blev indført i Meiji-perioden på en vestlig restaurant i Ginza i Tokyo.